# Farmington (Washington)
Farmington est une ville située dans le comté de Whitman dans l'État de Washington, aux États-Unis. Elle comptait 131 habitants au recensement de 2020. Selon le Bureau du recensement des États-Unis, la ville a une superficie totale de 0,34 miles carrés (0,88 km2), entièrement terrestre.